# Rolls-Royce Camargue
O Camargue é um coupé de porte grande da Rolls-Royce.